# 假马齿苋属
假马齿苋属（学名：Bacopa）是車前科下的一个属，为草本植物。该属共有65种，分布于热带和亚热带。